# 兰家镇 (辽阳市)
兰家镇，是中华人民共和国辽宁省辽阳市宏伟区下辖的一个乡镇级行政单位。

## 行政区划
兰家镇下辖以下地区：
兰家村、东喻家村、西喻家村、四合村、巴家岗子村、单家堡村和石灰窑子村。